# التهاب العظم والنقي القيحي المصلب
داء غاري أو التهاب العظام المتصلب أو التهاب السمحاق العظمي (بالإنجليزية: Garre's sclerosing osteomyelitis)‏ نوع من التهاب العظم والنقي المزمن. ويعتبر من الأمرض النادرة يصيب بشكل رئيسي الأطفال والشباب البالغين. 
ترتبط الإصابة بالمرض عادة بعدوى بكتيرية تصيب الأسنان حيث يحصل سماكة في كثافة العظام، ولكن آلية حدوثه لا تزال مبهمة وغير معروفه؛ وقد أُعتُبر شكلاً من أشكال التهاب العظم المزمن غير المسبب للقيح، كما يوصف على أنه اضطراب روماتزمي حميد نادر يتصف بالتعظم المفرط  كتعظم الأنسجة الرخوة بين الترقوة والأجزاء الأمامية من الأضلاع العليا. أُكتُشف لأول مرة من قبل الجراح السويسري كارل غاري